# یونی گرونمن
یونی گرونمن (فنلاندی: Jouni Grönman؛ زادهٔ ۱۷ مهٔ ۱۹۶۲) وزنه‌بردار اهل فنلاند بود.
وی در مسابقات بین‌المللی در مجموع برندهٔ ۱ مدال نقره، ۱ مدال برنز شده‌است. 